# Rugier

Karte der germanischen Stämme um 50 n. Chr. (ohne Skandinavien)

Die Rugier (auch Rygir oder Routiklioi) waren ein zwischen Weichsel und Oder ansässiger ostgermanischer Stamm („Weichselgermanen“). Während der „Völkerwanderung“ schlossen sich Teile der Rugier den Hunnen an. Rugische Krieger errichteten anschließend ein Reich im heutigen Niederösterreich und zogen schließlich 489 mit den Ostgoten nach Italien.

## Herkunft
Tacitus erwähnte in seinen Germania (44,1) die „Rugii“ und „Lemovii“, die zum Ozean hin nahe den Goten an der Südküste der Ostsee wohnten. Laut Tacitus zeichneten sich die drei Stämme durch runde Schilde, kurze Schwerter und Gehorsam gegenüber ihren Königen aus. Bei Ptolemaios wird der Ort „Rougion“ erwähnt. Der Name Rugier, „Rugini“ oder „Rugen“ bedeutet Roggenbauer oder Roggenesser.
Ein Stamm gleichen Namens (rygir) ist auch im südwestlichen Norwegen (Rogaland/Rugaland) nachweisbar. Da es unwahrscheinlich ist, dass es zwei germanische Stämme gleichen Namens gab, geht die Forschung oft davon aus, dass es sich um einen Teil der Rugier handelt. Da aber Roggenfunde in dieser Zeit in Südnorwegen nicht bezeugt sind, ist das Ursprungsgebiet des Stammes bis heute unbekannt. Ebenso ist es möglich, dass nur der Name (im Sinne eines „Traditionskerns“) „wanderte“. Ebenso fehlen archäologische Beweise für einen Ursprung der Rugier aus Skandinavien. Nicht geklärt ist, ob sie die Insel Rügen vor dem Festland besiedelten, deren Name sich von den Rugiern ableiten soll, was heute höchst umstritten ist.
Im 15. Jahrhundert leitete Enea Silvio in seinem Werk De situ et origine Pruthenorum spekulativ die Ulmigeri (in Ulmigeria = Kulmerland) von den bei Jordanes beschriebenen Ulmerugi ab. Matthäus Merian vertrat wiederum 1632 die Meinung, die Rugier seien aus östlicher Richtung eingewandert und hätten erst danach auf Rügen Siedlungen gegründet.

## Völkerwanderung

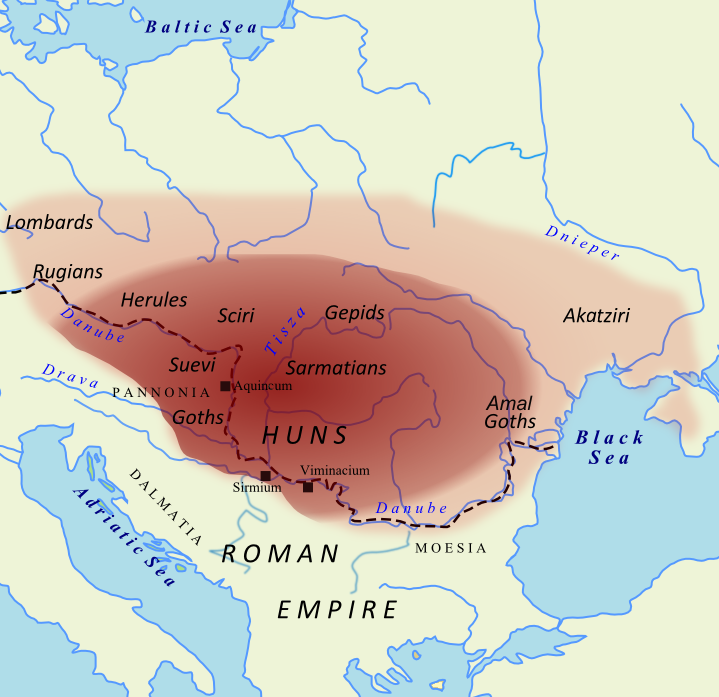
Die Rugier am Rand des Hunnischen Reichs um 450

Im Zuge der „Völkerwanderung“ bewegten sich offenbar viele Rugier nach Süden. Sie nahmen wie die Goten den Arianischen Glauben an. Im Gebiet der nördlichen mittleren Donau setzten sie sich fest, tauschten Bernstein, Pelze und Sklaven gegen Lebensmittel und andere Waren aus dem Römischen Reich, ehe sie vom Hunnenkönig Attila besiegt wurden und dessen Untertanen wurden. Die Rugier begleiteten, wie viele andere germanische Krieger, Attila auf seinen Feldzügen, zuletzt 451 nach Gallien.

### Reichsbildung

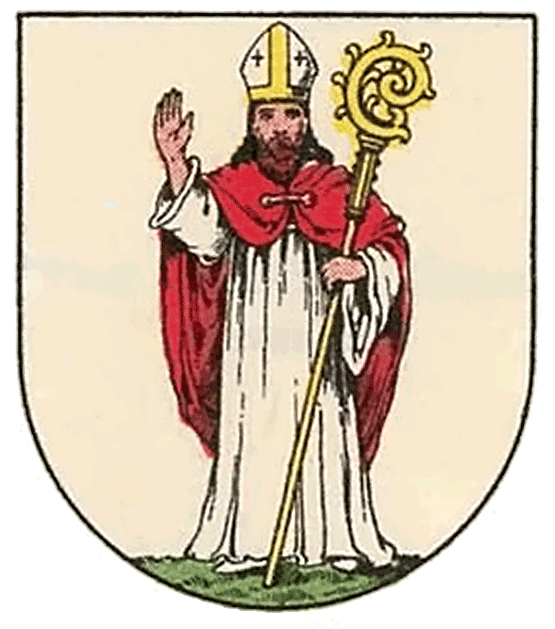
Die rugisch-römische Allianz in Noricum Ripense kam wesentlich durch Severin von Noricum zustande (Abbildung im Wappen des Wiener Stadtteils Sievering)

Nach dem Tod Attilas 453 siedelten sich viele Rugier als römische Foederaten im heutigen Niederösterreich an, wo sie nördlich der Donau im Wald- und Weinviertel ein Reich („Rugiland“) mit dem Zentrum gegenüber von Mautern bei Krems begründeten. Rugier waren 455 an der Schlacht am Nedao beteiligt, als eine Koalition unter den Gepiden die Hunnen und Ostgoten besiegte. Im Jahr 469 unterlagen sie an der Bolia gemeinsam mit anderen Stämmen den Ostgoten.
Mit den südlich der Donau lebenden Römern unter Führung des Heiligen Severin pflegten sie, obwohl es anfangs unter rex Flaccitheus (467–472/75) häufige Plünderungszüge südlich der Donau auf römischem Gebiet gab, letztlich ein gutes Verhältnis. Severin hatte bereits vor seiner Übersiedlung nach Noricum Kontakt mit Flaccitheus aufgenommen und wurde dessen politischer Ratgeber. Auch Märkte, in denen die romanische Bevölkerung mit den Rugiern handelte, wurden unter Schutz des rugischen Anführers abgehalten. Die Vita Severini des Eugippius schildert die Rugier insgesamt als „kriegerisches Volk mit ausgeprägtem Stammesbewusstsein, das von Viehzucht, primitivem Ackerbau und Raubzügen lebte.“
Feletheus (Feva), der 472 Flaccitheus nachfolgte, heiratete die Gotin Giso, möglicherweise eine amalische Cousine von Theoderich dem Großen, was ein Bündnis mit den Ostgoten begründete. Wegen der Bedrohung von Lauriacum durch Thüringer und Alamannen nahm Feletheus die bedeutende Stadt schließlich selbst ein. Er zwang die romanisierte Bevölkerung der Stadt, sich in ihm tributpflichtigen Orten anzusiedeln. Diese Ereignisse stellten die größte politische Niederlage Severins dar.
476 unterstützten rugische Krieger Odoaker beim Sturz des letzten weströmischen Kaisers Romulus Augustulus. In den Augen römischer Beobachter galt Odoakar daher entweder als herulischer oder rugischer rex. Das „rugische regnum“ fungierte daraufhin als „einigermaßen berechenbare Schutzmacht über Norikum Ripense etwa zwischen Wienerwald und Enns“. Als diese Rugier vom oströmischen Kaiser Zeno zum Kampf gegen Odoaker angestiftet wurden, kam es zum Konflikt zwischen Feletheus und seinem Bruder Ferderuchus. Da letzterer Odoakar unterstützte, wurde er durch seinen Neffen Friderich (Fredericus) getötet.
Odoaker kam daraufhin selbst einem möglichen Angriff von dieser Seite zuvor und schlug ein rugisches Heer in der Nähe des Wienerwaldes. Das regnum der Rugier wurde, trotz Unterstützung durch die römischen Provinzialen, 487/488 in zwei Kriegen durch Odoaker zerstört. Feletheus und seine Frau wurden gefangen genommen und 487 in Ravenna hingerichtet. Ihr Sohn Friderich entkam mit der rugischen Reiterei und versuchte, das Rugierreich wiederherzustellen. Hunulf, der Bruder Odoakars, verhinderte dies durch Zwangsevakuierung der römischen Bevölkerung im Osten Ufernoricums nach Italien, wodurch er den Rugiern die wirtschaftliche Basis entzog.

### Teil der Ostgoten
Friderich schloss sich mit den überlebenden Rugiern 488 Theoderich an und zog vorerst ins ostgotische regnum nach Novae in Mösien. Von dort folgte ein Großteil der Rugier 489 den Ostgoten nach Italien und stürzten – wieder im Auftrag Zenos – im Jahr 493 Odoaker. Die Rugier konnten auch in Italien noch eine gewisse Selbständigkeit bewahren, stellten mit Erarich 541 sogar kurze Zeit den König des Ostgotenreiches, gingen aber mit dem Ostgotenreich 553 im Kampf gegen die Soldaten Kaiser Justinians unter.

## Nachleben
Nach der Gisolegende, die Eugippius berichtet, soll Königin Giso zwei Goldschmiede gefangengehalten haben, die für sie Schmuck anfertigen mussten. Es gelang den Schmieden, den Sohn der Königin zu fangen und gegen dessen Freilassung zu entkommen. Aus diesem Stoff und unter Hinzunahme griechisch-römischer Sagen (Vulcanus bzw. Hephaistos, Daidalos) soll die Wielandsage entstanden sein, was aber in der Wissenschaft umstritten ist oder gänzlich abgelehnt wird.

## Belege
1. ↑  Vgl. Thorsten Andersson, Walter Pohl (kostenpflichtig abgerufen über GAO, De Gruyter Online): Rugier. In: Reallexikon der Germanischen Altertumskunde (RGA). 2. Auflage. Band 25, Walter de Gruyter, Berlin/New York 2003, ISBN 3-11-017733-1, S. 452–458.
2. ↑  Publius Cornelius Tacitus: Die Germania des Tacitus. Herder’sche Verlagshandlung, Freiburg i. Br. 1876, Seite 40 hier 43 a. E. Volltext auf Wikisource
3. 1 2 3 4 5  Thorsten Andersson, Walter Pohl: Rugier. In: Reallexikon der Germanischen Altertumskunde (RGA). 2. Auflage. Band 25, Walter de Gruyter, Berlin/New York 2003, ISBN 3-11-017733-1, S. 452–458, hier S. 452 ff.
4. ↑  Heinrich Beck u. a. (Hrsg.): Reallexikon der germanischen Altertumskunde. Band 25. de Gruyter, Berlin 2003, ISBN 3-11-017733-1, S. 419.
5. ↑  Eneo Silvio Piccolomino: 148, 149 Ulmigeri (Ulmerugi) Preussen
6. ↑  Eintrag zu Rugier im Austria-Forum (im AEIOU-Österreich-Lexikon)
7. ↑  Anton Scharer, Georg Scheibelreiter (Hrsg.): Historiographie im frühen Mittelalter. Oldenbourg, München 1995, ISBN 3-486-64832-2, S. 248.
8. ↑  Richard Klein: Rugier. In: Lexikon des Mittelalters (LexMA). Band 7. LexMA-Verlag, München 1995, ISBN 3-7608-8907-7, Sp. 1092 f.
9. ↑  Herwig Wolfram (Hrsg.): Die Geburt Mitteleuropas. Verlag Kremayr und Scheriau, Wien 1987, ISBN 3-218-00451-9, S. 41f.
10. ↑  Edward A. Thompson: Romans and Barbarians. The decline of the Western Empire. The University of Wisconsin Press, Madison WI 1982, S. 131f.
11. ↑  Herwig Wolfram (Hrsg.): Die Geburt Mitteleuropas. Verlag Kremayr und Scheriau, Wien 1987, ISBN 3-218-00451-9, S. 40.
12. ↑  Patrick J. Geary: Die Merowinger. Europa vor Karl dem Großen. Beck, München 2003, ISBN 3-406-49426-9, S. 14.
13. 1 2 3  Friedrich Lotter: Völkerverschiebungen im Ostalpen-Mitteldonau-Raum zwischen Antike und Mittelalter (375–600). Ergänzungsbände zum Reallexikon der germanischen Altertumskunde. 39. de Gruyter, Berlin 2003, ISBN 3-11-017855-9, S. 25f. und 114.
14. ↑  Arnulf Krause: Die Geschichte der Germanen. Campus-Verlag, Frankfurt am Main 2005, ISBN 978-3-593-37800-8, S. 173.
15. ↑  Wilhelm Enßlin: Theoderich der Grosse. 2. Aufl. München 1959, S. 62.
16. ↑  Walter Pohl: Die Germanen. Oldenbourg, München 2004 (= Enzyklopädie deutscher Geschichte 57), ISBN 3-486-56755-1, S. 42.
17. ↑  Meyers Großes Konversations-Lexikon, Band 17. Leipzig 1909, S. 242.
18. ↑  Eugippius, Vita Sancti Severini 8.
19. ↑  Alfred Becker: Franks Casket. Zu den Bildern und Inschriften des Runenkästchens von Auzon. Verlag Carl, Regensburg 1973, ISBN 3-418-00205-6, S. 167 und Fußnoten.